# Вршаць
Вршаць (серб. Вршац, Vršac) — місто в Сербії з населенням близько 40 000 осіб, розташоване поблизу кордону з Румунією за 90 км від Белграда. Адміністративний центр громади Вршаць. Під час перебування у складі Австро-Угорщини мало назву Вершець.

## Історія виноградарства
Виноградарський район міста Вршаць розташований на гористій місцевості на крайніх західних схилах Карпат. У місті є комбінат «Вршацькі виногради», плантації якого займають понад 1 700 га виноградників, у той час як у всьому регіоні їх близько 2 000 га. Винний льох підприємства є будівельно-архітектурною знаменитістю міста. Він вміщує 34 000 тонни, тобто 3 400 вагонів вина. Цей підвал будували в 1964—1967 рр. «Вршачкі виногради» є одним з найвідоміших символів колишньої держави Югославії. Погріб має форму англійської літери «Y» (тобто першої букви міжнародного коду країни Югославія). Цей погріб — один із найбільших у Європі (інші два — у Франції та в Іспанії). У підвалі 5 рівнів, один з яких під землею, у яких розташовано 580 бетонних ємностей для вина, облицьованих скляними плитами.
Згідно з деякими історичними джерелами, виноградарство у м. Вршаць існує з часів стародавньої Дакії і давньоримського правління. Перші письмові дані про нього збереглися з XV століття, коли вино з цього району було поставлено в палац короля Владислава Другого. Згідно записів з книги турецького мандрівника Евлії Челебі, на схилах пагорба біля м. Вршаць були насадження виноградної лози, яка давала солодкий і смачний виноград. У районі Банат виноробство розвивалося під час великої колонізації під владою імператриці Марії Терезії (1740—1780 рр.).
На в'їзді до міста є великий винний льох «Гельветія» (від: «країна гельветів, Швейцарія»), побудований і обладнаний в 1880 р. швейцарським виноторговцем Бернгардом Штаубом. Про значення виноградарства в житті цього міста свідчить факт, що виноградна лоза була зображена на гербі міста з 1804 р., а в ряді фрагментів на фасадах старих будинків також представлений виноград.
Наприкінці XIX століття в районі м. Вршаць було понад 10 000 га виноградників — це був найбільший на території королівства Угорщини комплекс виноградних насаджень, а на думку деяких статистиків — він був і найбільшим у Європі, де філоксера спустошила величезні площі.
Після кінця турецького панування, в цьому регіоні поселилися німці з Рейнської області, виноградарство стало головною галуззю господарської діяльності в с. Гудуриця, поблизу м. Вршаць. Після Другої світової війни замість вигнаних німців у селі поселилися словенці, македонці, потім колоністи з Боснії, Лики, Банії, Кордуна.

## Виноградарство і виноробство
Комфортні для росту виноградної лози географічні та кліматичні умови посприяли тому, що практично всі жителі цього регіону серйозно ставляться до вирощування винограду та виробництва вина. У виноградарському районі м. Вршаць домінують білі винні сорти, червоних майже немає. Весь цей край займають виноградники і він є одним з найважливіших виноградарських регіонів Сербії.
Серед багатьох вин особливо високої якості, які виготовляють у виноградарському районі м. Вршаць, виділяються: Мускат Оттонель, Шардоне, Піно блан, Рислінг рейнський та італійський. Дуже популярним є столове вино Ріслінг банатський із сортів: Ріслінг італійський, Смедерівка, Жуплянка та Креаця.

## Пам'ятки
- Вршацька вежа (XIV століття), розташована на Вршацькому пагорбі.
- Будівля Ратуші (Магістрату) XVIII століття.
- Резиденція єпископа («Владичанський двір») XVIII століття, з досить багатою скарбницею.
- Монастир Месич XVI століття, розташований за 10 км від м. Вршаць.
- «Аптека на сходах», відкрита в 1784 р., нині на цьому місці постійна експозиція музею Соборної церкви Святого Миколая 1785 р.
- Римсько-католицька церква 1863 р., присвячена Святому Гергарду.
- Каплиця Святого Хреста 1720 р.

## Відомі люди

### Уродженці
- Марія фон Аугустін (1806—1886) — австрійська баронеса, художниця і письменниця.
- Дімітріє Стоякович — прем'єр-міністр Угорщини в 1944 р.

## Галерея

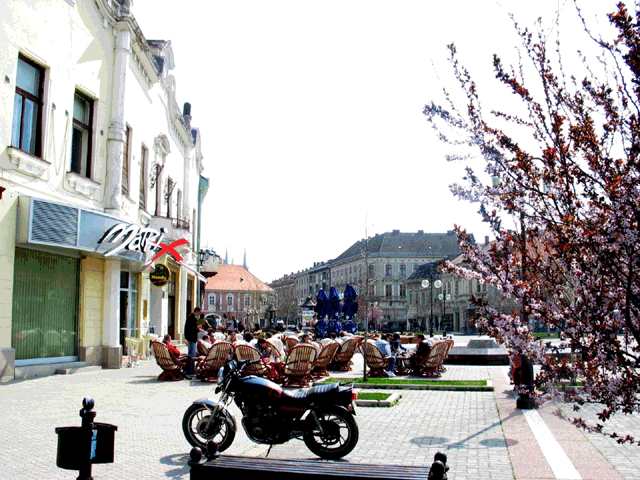
Вршаць
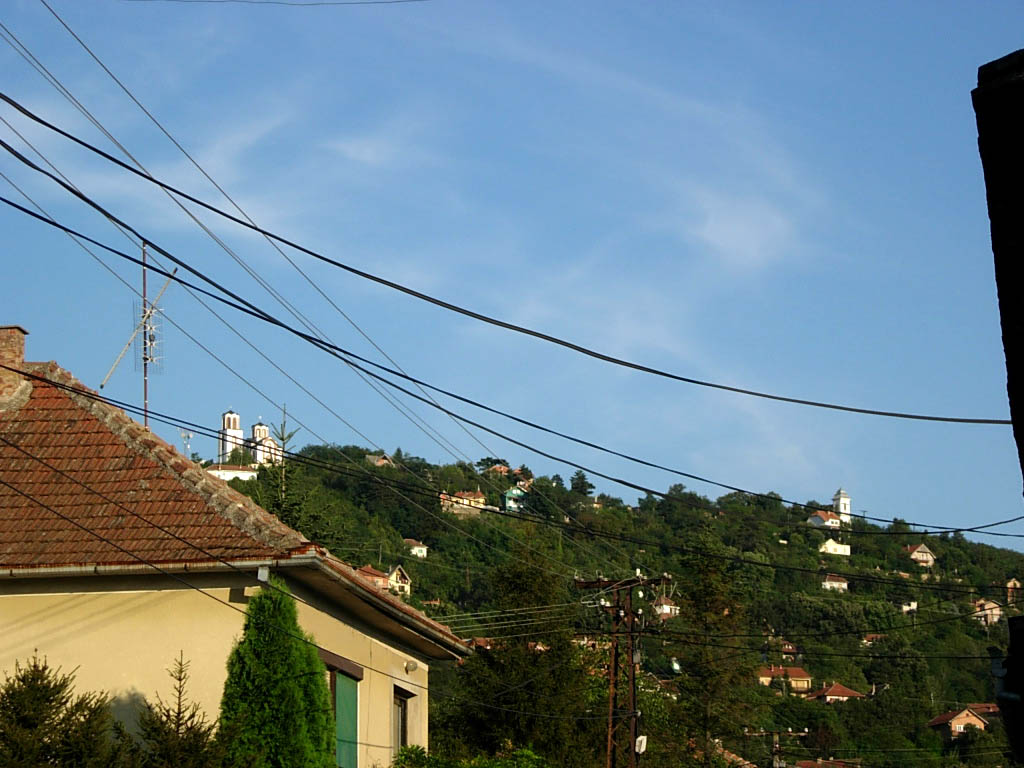
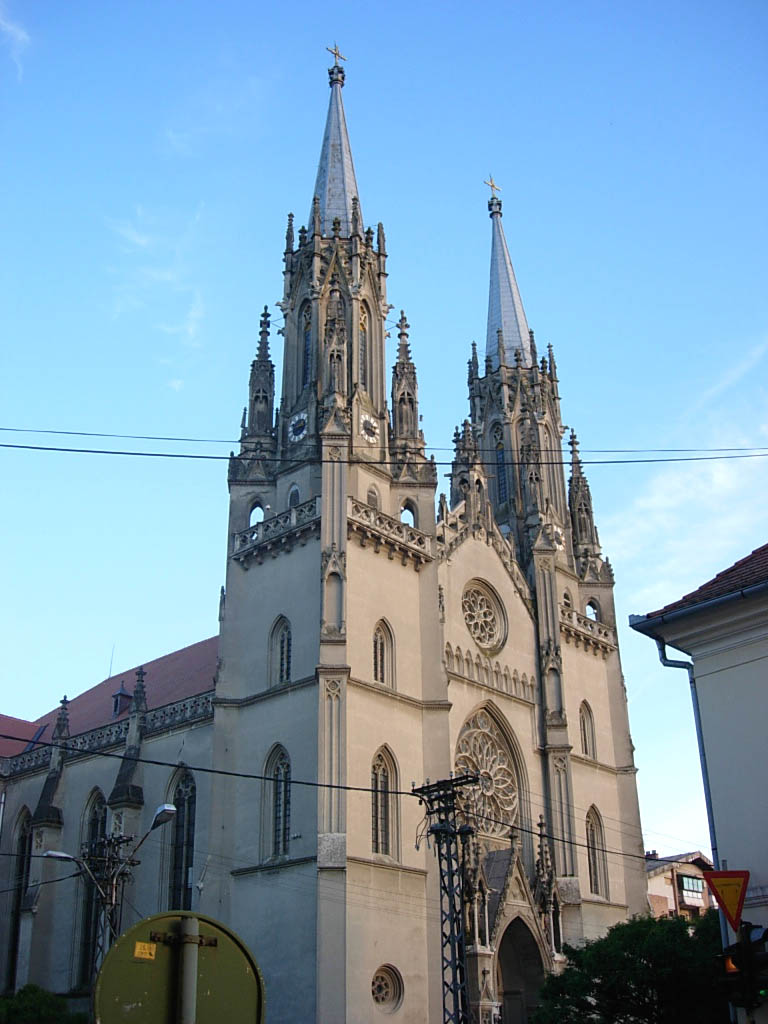
Храм святого Гергарда
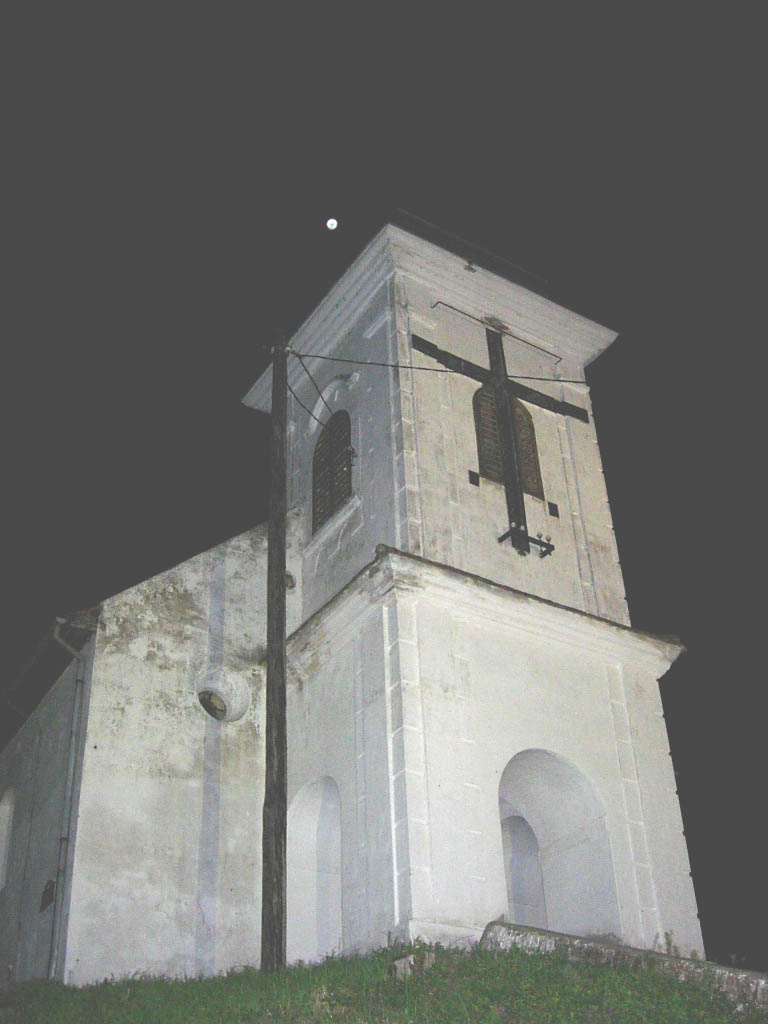
Каплиця Святого Хреста вночі